# Cynometra bourdillonii
Cynometra bourdillonii là một loài rau đậu thuộc họ Fabaceae.
Loài này chỉ có ở Ấn Độ.
Chúng hiện đang bị đe dọa vì mất môi trường sống.